# 巨星

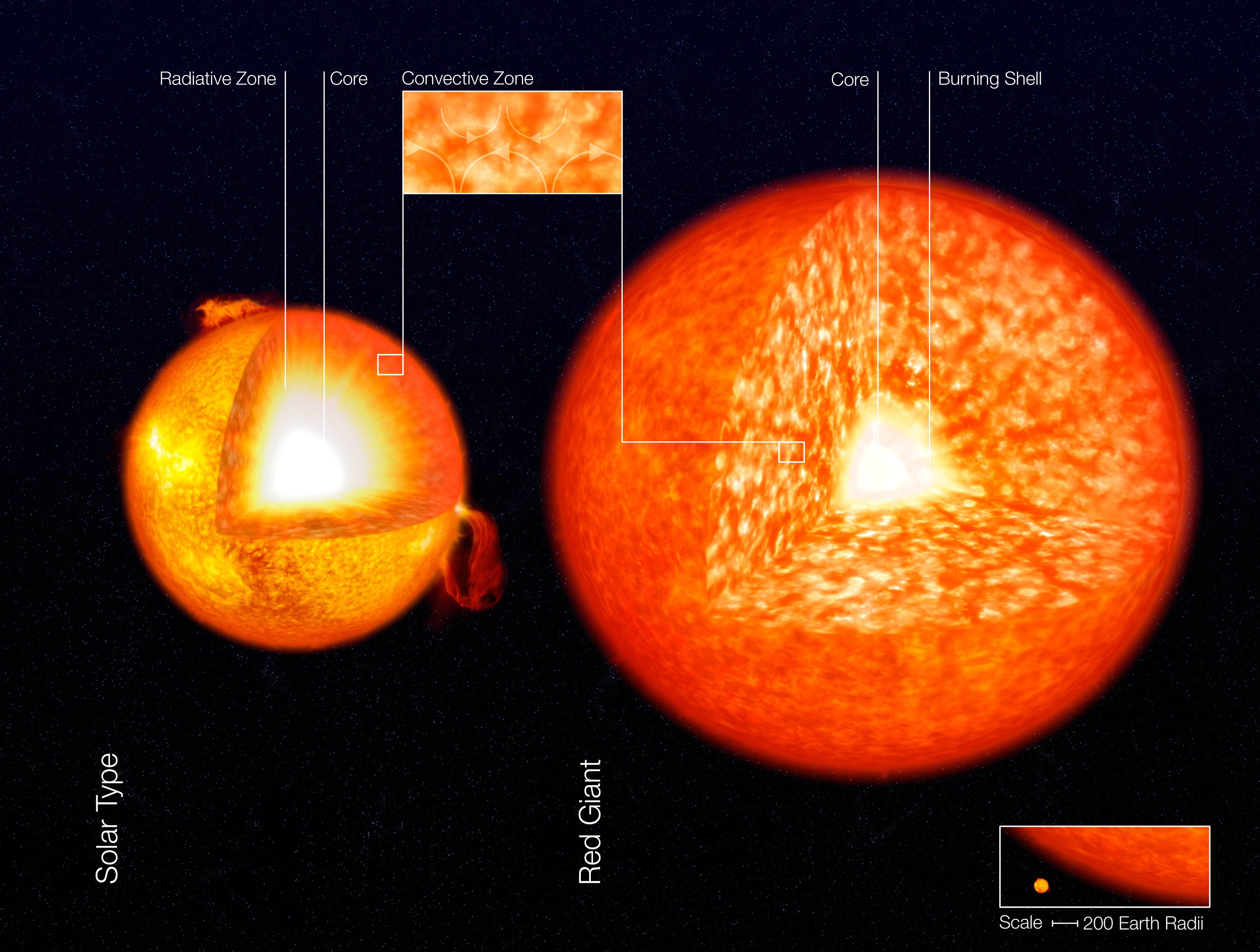
一顆類似太陽的紅巨星內部的結構。ESO的影像。

巨星在本質上是一顆半徑和亮度都比主序星大，但卻有相同的表面溫度的恆星。典型上，巨星的半徑是太陽半徑的10倍至100倍，亮度則是太陽的10倍至1,000倍。比巨星更亮的恆星是超巨星和特超巨星；一顆高溫、明亮的主序星有時也會被歸類為巨星。此外，因為它们的高亮度和大的半徑，巨星在赫羅圖上的位置高於主序星（在約克光譜分類為亮度分類V），並且對應於光度分類的II或III。

## 形成
一顆恆星在核心所有的氫都經由核融合耗盡後，將離開主序帶成為一顆巨星。但是，一顆原始質量低於0.25太陽質量的恆星則不會成為巨星。這樣的恆星，一生中大部份的時間都經由對流混合它們的內部，因此它們可以繼續氫的融合，時間可以長達1012年（一千億年），遠比宇宙現在的年齡還更長久。但是，最終它們將發展出一個輻射的核心，核心的氫已經耗盡，和一個圍繞著核心燃燒著氫的外殼（質量超過0.16太陽質量的恆星在這時可能會膨脹，但不會非常巨大）。之后，维持恆星燃烧的氫會完全耗盡，它將成為一顆以氦為主的白矮星。
如果一顆恆星的質量大於0.25太陽量，當它耗盡核心所有能進行核融合的氫之後，核心將會開始收縮。氫的融合改由在富含氦的核心外的含氫的殼層進行，並且恆星的外層會膨脹而且溫度會下降。在這個階段的演化，在赫羅圖上標示的位置在次巨星分支上，恆星的亮度大約維持在幾乎不變，但表面溫度下降。最後，恆星將上升進入赫羅圖上的紅巨星分支。在此時，恆星的表面溫度是典型的紅巨星，它的表面亮度大約保持穩定不變，但是半徑劇烈的增加。核心將繼續收縮，使核心溫度升高, § 5.9.。
如果恆星的質量，當它在主序帶時，低於0.5倍太陽質量，一般認為核心的溫度永遠不會達到氦融合所需要的溫度, p. 169.，因此他將維持在氫融合狀態下的紅巨星，直到最終成為一顆氦的白矮星。, § 4.1, 6.1.否則，當核心的溫度達到約108 K，在核心的氦將經由3氦過程融合成為碳和氧。,§ 5.9, chapter 6.氦融合產生的能量導致核心的膨脹，這會導致圍繞在核心外的氫融合層壓力降低，這也減低了能量的代謝率。恆星的亮度降低，外層再度收縮，恆星離開了紅巨星分支，其後續的演化將取決於它的質量。如果質量不是太大，它可以進入赫羅圖上的水平分支，或是它的位置可能將在圖中的迴圈中移動, chapter 6.。如果它的質量沒有超過8倍太陽質量，最終它將耗盡在核心的氦，並且開始融合圍繞在核心周圍的氦。這將會使恆星的亮度再度增加，使恆星成為AGB恆星，在赫羅圖中下降進入漸近巨星分支。在這顆恆星卸除了大部份的質量之後，殘留的核心將成為一顆富含碳-氧的白矮星, § 7.1–7.4.。
對質量大到足以點燃碳融合的主序星（大約8倍太陽質量）, p. 189，在許多地方都必須修改演化圖。在離開主序代之後，恆星的亮度不會增加太多，但是顏色會變得更紅。它們可成為紅超巨星，或是因為質量流失也可能使它們成為藍超巨星, pp. 33–35;  最後，它們將成為以氧和氖為主的白矮星，或是它會經歷核塌縮超新星形成中子星或是黑洞, § 7.4.4–7.8.。

## 例子
知名的巨星有各種不同的顏色：
- 天社一（船帆座γ星）：藍色的巨星（O型）。
- 昴宿六（金牛座η星）：藍白色的巨星[11](B型)；昴宿星團中最亮的恆星[12]。
- 右樞（天龍座α星）：白色的巨星[13](A型)。
- 南極（南極座σ星）：黃白色的巨星[14](F型)；被視為南極星。
- 五車二（御夫座α星）：黃色的巨星[15](G型)。
- 北河三（雙子座β星）：橘色的巨星[16](K型)。
- 米拉（鯨魚座ο）：紅色的巨星[17](M型)。

## 外部連結
- Interactive （页面存档备份，存于） giant star comparison.